# Pretty Little Liars: The Perfectionists
Pretty Little Liars (2010)
Ravenswood Pretty Little Liars (2022)
Pretty Little Liars: The Perfectionists (ou simplement The Perfectionists), ou Les Menteuses : Les Perfectionnistes au Québec, est une série télévisée américaine en 10 épisodes d'environ 43 minutes, développée par I. Marlene King et diffusée entre le 20 mars et le 22 mai 2019 sur Freeform et en simultané sur W Network au Canada.
La série est une adaptation de la série littéraire Les Perfectionnistes de Sara Shepard. Elle incorpore également des éléments de sa série littéraire Les Menteuses et notamment de son adaptation télévisuelle, Pretty Little Liars, dont elle est le deuxième spin-off après Ravenswood.
Elle se déroule après les événements de Pretty Little Liars et met en scène les personnages d'Alison DiLaurentis et Mona Vanderwaal, interprétés par Sasha Pieterse et Janel Parrish et présents depuis la première saison de la série mère.
Au Québec, elle a été diffusée entre le 8 janvier et le 11 mars 2020 sur VRAK. En France, elle a été mise en ligne intégralement à partir du 12 novembre 2021 sur le service Salto. Néanmoins, elle reste pour le moment inédite dans tous les autres pays francophones.

## Synopsis
Alison DiLaurentis quitte la ville de Rosewood et sa vie aux côtés de sa femme et de ses enfants pour s'offrir un nouveau départ à Beacon Heights, dans l'Oregon. Mais ses espoirs vont tomber à l'eau quand elle va découvrir que Mona Vanderwaal, une jeune femme ayant jouée à un jeu dangereux avec elle et ses anciennes amies dans sa ville natale, habite désormais également dans cette ville.
Mais il apparaît vite que Beacon Heights n'est pas si différente de sa ville d'origine. Ici tout le monde semble parfait, notamment les étudiants de la très réputée université de la ville fondée par la famille Hotchkiss, mais chacun d'eux cache un secret.
C'est d'ailleurs le cas de Nolan Hotchkiss, un garçon manipulateur et mauvais : il fait chanter Caitlin Lewis pour la forcer à former le couple parfait avec lui, il séduit Dylan Walker pour le pousser à lui faire son travail et fréquente secrètement Ava Jalali. Beaucoup de monde se méfient de lui, même sa mère, Claire Hotchkiss, qui décide de le mettre sous surveillance.
Le jeune homme attire l'attention d'Alison et Mona qui pensent qu'il pourrait être dangereux. De leurs côtés, Caitlin, Dylan et Ava, s'amusent ensemble à imaginer les potentielles morts que pourrait connaître Nolan.
Mais quand la pression pour atteindre la perfection devient trop lourde et les secrets trop sombres, il est facile de craquer. Un meurtre va alors être commis à Beacon Heights et faire basculer la vie de ses habitants.

## Distribution

### Acteurs principaux
- Sasha Pieterse (VF : Cécile Nodie) : Alison DiLaurentis
- Janel Parrish (VF : Geneviève Doang) : Mona Vanderwaal
- Sofia Carson (VF : Nastassja Girard) : Ava Jalali
- Sydney Park (VF : Camille Donda) : Caitlin Park-Lewis
- Eli Brown (VF : Alexis Gilot) : Dylan Walker
- Hayley Erin (en) (VF : Maïa Michaud) : Taylor Hotchkiss
- Graeme Thomas King (VF : Julien Allouf) : Jeremy Beckett
- Kelly Rutherford (VF : Céline Duhamel) : Claire Hotchkiss

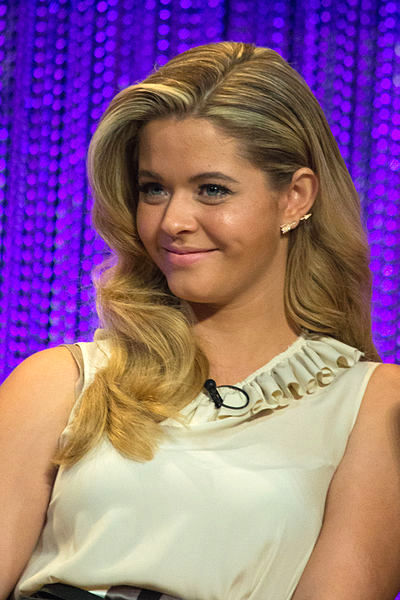
Sasha Pieterse interprète Alison.
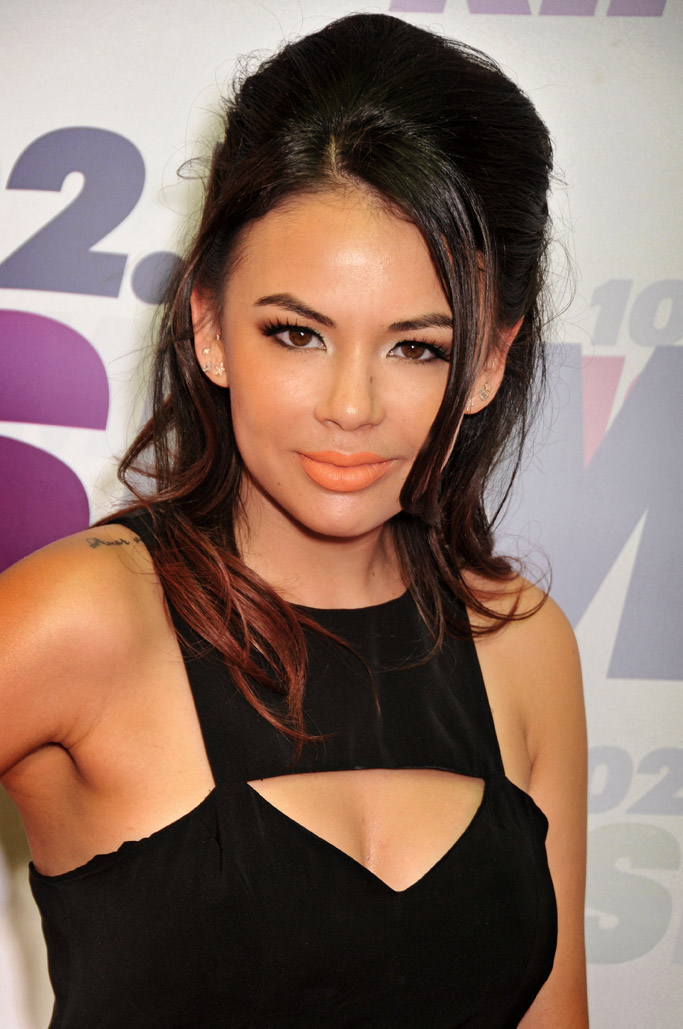
Janel Parrish interprète Mona.
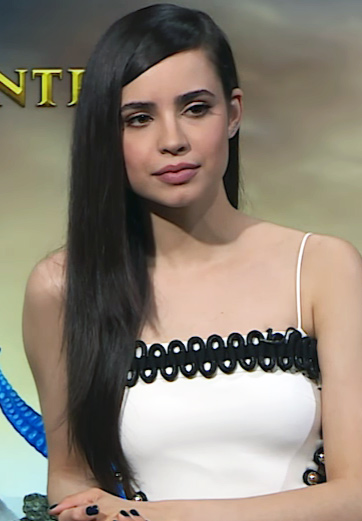
Sofia Carson interprète Ava.
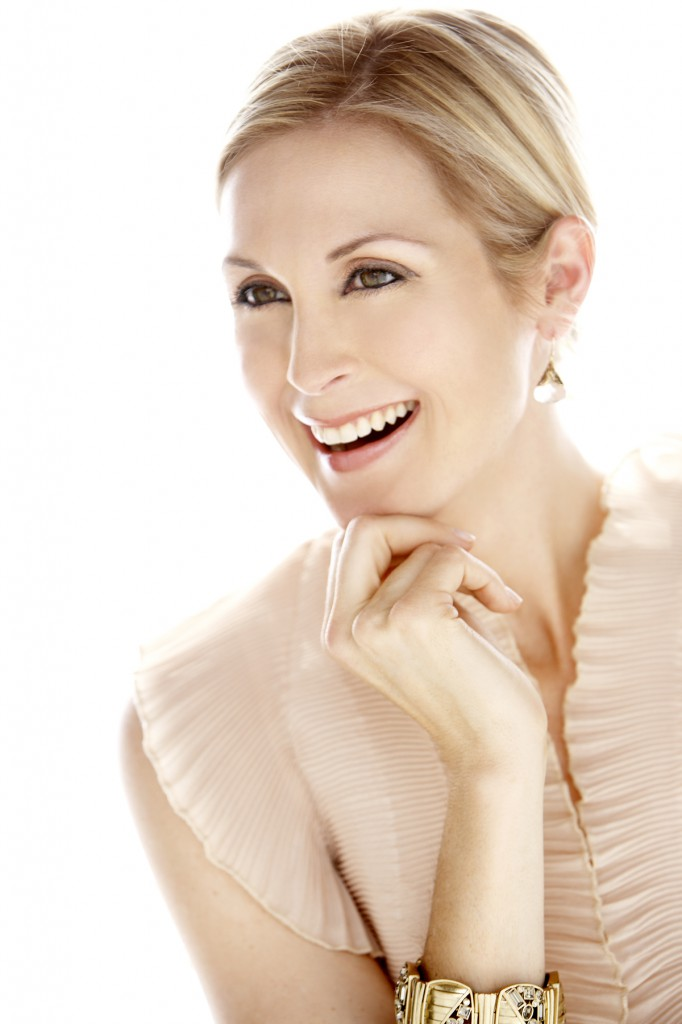
Kelly Rutherford interprète Claire.

### Acteurs récurrents
- Noah Gray-Cabey (VF : Diouc Koma) : Mason Gregory
- Evan Bittencourt (VF : Augustin Bonhomme) : Andrew Villareal
- Klea Scott (en) (VF : Pascale Vital) : Dana Booker
- Garett Wareing (VF : Gabriel Bismuth-Bienaimé) : Zach Fordson
- Chris Mason (VF : Marc Arnaud) : Nolan Hotchkiss
- Cycerli Ash (VF : Annie Milon) : Sénatrice Park-Lewis

 Source et légende : version française (VF) sur RS Doublage

## Production

### Développement
Le 25 septembre 2017, Freeform annonce la commande d'un pilote pour un projet de spin-off de la série télévisée Pretty Little Liars. Mettant en scène les personnages d'Alison DiLaurentis et Mona Vanderwaal, la série sera également une adaptation de la série littéraire Les Perfectionnistes, du même auteur que les romans dont la série mère est adaptée.
Le 14 mai 2018, la chaîne annonce la commande d'une première saison de dix épisodes dont la diffusion est prévue pour l'année 2019 puis en août 2018, Ashley Benson, qui interprétait Hanna Marin dans Pretty Little Liars, dévoile qu'elle réalisera un épisode de la série.
Le 5 février 2019, Freeform dévoile que la série sera lancée sur son antenne à partir du 20 mars 2019.
Le 27 septembre 2019, la chaîne annonce l'annulation de la série après son unique saison, en raison des audiences décevantes.

### Attribution des rôles
Le 25 septembre 2017, lors de l'annonce de la commande du pilote, il est confirmé que Sasha Pieterse et Janel Parrish reprendront respectivement leurs rôles d'Alison DiLaurentis et Mona Vanderwaal et feront partie de la distribution principale de la série.
Le 29 janvier 2018, l'actrice et chanteuse Sofia Carson rejoint la distribution pour le rôle d'Ava Jalali.
Le 9 mars 2018, la chaîne annonce une grande partie de la distribution dont Kelly Rutherford pour le rôle de Claire Hotchkis ; Sydney Park pour celui de Caitlin Martell-Lewis ; Eli Brown pour Dylan Wright et enfin Hayley Erin dans un rôle non dévoilé.
Le 24 octobre 2018, les premiers acteurs récurrents sont annoncés par la production : Noah Gray-Cabey signe pour le rôle Mason et Evan Bittencourt remplace Jacques Colimon dans le rôle d'Andrew. Ils sont suivis par l'actrice Klea Scott puis par Garett Wareing au cours du mois de novembre 2018.

### Tournage
Le tournage du pilote a débuté officiellement le 12 mars 2018 à Portland en Oregon et s'est terminé la dernière semaine du même mois. Il a été réalisé par Elizabeth Allen Rosenbaum.
Une fois la série commandée, le tournage a commencé officiellement le 17 octobre 2018, toujours dans l'Oregon.

### Fiche technique
- Titre original : Pretty Little Liars: The Perfectionists
- Titre québécois : Les Menteuses : Les Perfectionnistes
- Création : I. Marlene King, d'après les séries littéraires Les Menteuses et Les Perfectionnistes de Sara Shepard
- Décors : Adam Reamer
- Costumes : Cameron Dale et Bonnie Zane
- Casting : Gayle Pillsbury
- Musique : Michael Suby
- Producteur délégués : Joseph Dougherty, Charlie Craig, Gina Girolamo, Leslie Morgenstein et I. Marlene King
- Sociétés de production : Alloy Entertainment, Long Lake Productions et Warner Horizon Television
- Sociétés de distribution : Warner Bros. Television Distribution
- Pays d'origine :  États-Unis
- Langue originale : anglais
- Format : Couleur - 16:9 - 1080p (HDTV) - son Dolby Digital 5.1
- Genre : série dramatique et thriller
- Durée : 41–43 minutes
- Public :
  -  États-Unis :  (interdit aux moins de 14 ans, contrôle parental obligatoire)
  -  France : Déconseillé aux moins de  ans (Salto - première diffusion)

 Sauf indication contraire, les informations mentionnées dans cette section peuvent être confirmées par la base de données cinématographiques IMDb,  présente dans la section « Liens externes ».

## Épisodes
1. Beacon Hill (Pilot)
2. Sexe, mensonges et alibis (Sex, Lies and Alibis)
3. Si l'un d'eux est mort (…If One of Them is Dead)
4. La Sonate fantôme (The Ghost Sonata)
5. Pris au piège (The Patchwork Girl)
6. Qui cherche trouve (Lost and Found)
7. Semaine de révision (Dead Week)
8. À la pêche aux preuves (Hook, Line and Booker)
9. Mentir ensemble, mourir ensemble (Lie Together, Die Together)
10. Le Professeur entre en scène (Enter the Professor!)